# اوک شورز (کالیفرنیا)
اوک شورز (به انگلیسی: Oak Shores) یک منطقهٔ مسکونی در ایالات متحده آمریکا است که در شهرستان سن لوییز اوبیسپو، کالیفرنیا واقع شده‌است. اوک شورز ۱۳٫۱۱۹ کیلومتر مربع مساحت و ۳۳۷ نفر جمعیت دارد و ۵۵۲٫۹۱ متر بالاتر از سطح دریا واقع شده‌است.